# Vojtech Bartakovics
Vojtech Bartakovics (Hongaars: Bartakovics Béla) (Horné Lefantovce, 10 april 1792 – Eger, 30 mei 1873) was bisschop van Rožňava (Slowakije) van 1845 tot 1850. Vervolgens was hij aartsbisschop van het aartsbisdom Eger. Hij was eeuwigdurend gespan van de comitaten Heves en Külső-Szolnok en was lid van de Hongaarse Academie van Wetenschappen. Hij werd onderscheiden met het Grootkruis van de Hongaarse Koninklijke Orde van de Heilige Stefanus.

## Loopbaan

### Afkomst en studie
Vojtech Bartakovics was een zoon van Ferenc Bartakovics. Deze laatste was een parlementair gezant van 1805 tot 1807.
Na zijn middelbare school studeerde Vojtech vanaf 1806 tot 1807 als leerling-priester aan het Emericanum in Bratislava. In 1808 en 1809 studeerde hij filosofie in de stad Trnava die toentertijd tot het Koninklijk Hongarije behoorde maar thans deel uitmaakt van Slowakije.
Vanaf 1810 tot 1813 studeerde hij theologie aan het Collegium Pazmanianum : dit is het in Wenen gevestigde seminarie van het aartsbisdom Esztergom-Boedapest.

### Priester
Tijdens de schoolvakantie van 1815 werd Vojtech Bartakovics op 10 augustus priester gewijd, waarna hij als kapelaan diende in de gemeenten Šaľa en Mužla.
Spoedig bereikte hij verscheidene rangen en posities in de kerkelijke hiërarchie.
Op 27 augustus 1836 werd hij als kanunnik van Esztergom gewijd en in september 1841 werd hij overgeplaatst naar Trnava.

### Bisschop

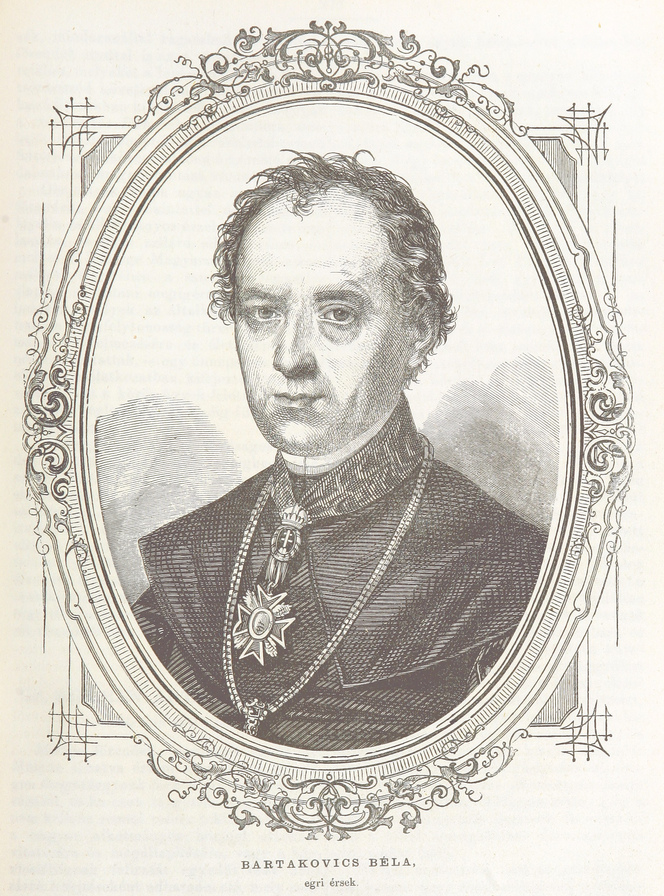
Bisschop Bartakovics op middelbare leeftijd.

Vojtech Bartakovics werd gekozen als bisschop van Rožňava op 22 augustus 1844. De aanstelling volgde op 20 januari 1845 en de consecratie door aartsbisschop József Kopácsy vond plaats op 8 juni 1845.
Tijdens het eerste jaar van zijn bisschopsambt werd hij geconfronteerd met een brand in het bisschoppelijk paleis.
In de periode 1847-1848 was hij regelmatig aanwezig bij de zittingen van het Hongaarse parlement.
Op 7 september 1848 verteerde een vuurzee het seminarie van Rožňava maar bisschop Bartakovics trof de nodige maatregelen voor een spoedige wederopbouw.
Ondanks de door branden veroorzaakte financiële gevolgen, slaagde hij erin talentvolle leerlingen financieel te ondersteunen en scholen op te richten voor weeskinderen. Bovendien steunde hij de vestiging van een armenhuis in Rožňava.

### Aartsbisschop
De kerkelijke overheid selecteerde op 6 april 1850 bisschop Bartakovics voor de functie van aartsbisschop van Eger. Zijn aanstelling werd bevestigd op 30 september van datzelfde jaar.
Ook na zijn benoeming in Eger bleef hij in Rožňava het klooster der "Zusters van Sint-Vincentius" steunen.
In de loop der jaren publiceerde Bartakovics ook een aantal literaire werken, waarvan het merendeel een religieuze achtergrond had.
Op 13 maart 1853 werd hij aangesteld als directeur van de Hongaarse Academie van Wetenschappen.

### Overlijden
Aartsbisschop Bartakovics overleed in Eger op 30 mei 1873, op 81-jarige leeftijd. Hij werd ter aarde besteld in een zeer kleine gemeente : Dolné Lefantovce, grenzend aan zijn geboortedorp. Hier was voor hem een aparte crypte gebouwd die in 2001 een renovatie onderging met de steun van de aartsbisdommen Eger en Esztergom-Budapest.